# Bianca Batlle Nguema
Bianca Batlle Nguema (Barcelona, 1980) és una pintora barcelonina d'arrels africanes.
Filla d'una primera generació d'immigrants nascuts sota la colònia espanyola que va venir a estudiar i a treballar a Barcelona. La mort de la seva mare, que, tot i ser africana, mai va parlar-li de les seves arrels, la va impulsar a iniciar un viatge per descobrir-les i sentir-les. Des d'aleshores, en la seva trajectòria artística, ha explorat les conseqüències de ser una persona mestissa en un país on també forma part d'una minoria ètnica. L'artista ha intentat deixar plasmat en cadascuna de les seves obres aquest complex i important camí de descobriment identitari. La seva proposta és donar visibilitat a un col·lectiu molt silenciat: la dona africana. A través del retrat ofereix un reconeixement al poder i la força que emergeix del caràcter de cadascuna una d'aquestes dones fent servir el color i la pinzellada d'una forma enèrgica i visceral, tot explorant i bevent de les mateixes arrels i experiències de l'artista. A través de la sevs obra, Batlle Nguema proposa una reinterpretació de l'estereotip de dona africana, a qui sempre s'ha vist com una figura fràgil en un món d'homes empobrit i salvatge. Per a Nguema, però, la dona africana és alegre i forta, i així ho plasmen els seus retrats.